# Палингения длиннохвостая
Палингения длиннохвостая (лат. Palingenia longicauda) — вид насекомых из семейства Palingeniidae из отряда подёнок. Один из крупнейших видов европейских подёнок: длина тела вместе с церками у самцов может достигать 12 см. Во многих европейских странах исчезла, в настоящее время встречается в Сербии, Венгрии и Румынии, занесена в Красную книгу Украины.
Присутствие P. longicauda в водоёме служит признаком отсутствия там загрязнений. Ранее личинок добывали как наживку для ловли сома. В настоящее время из-за редкости и охраны вида этот промысел прекратился.

## Описание
Размах крыльев 28—38 мм. Крылья имаго геминизованы (их продольные жилки попарно сближены). Передние крылья несут на себе три пары жилок. Функциональными являются только передние ноги самцов. Парацерк рудиментарный. Церки самцов в два раза длиннее самого тела, у самок они равны длине тела. Голова коричневого цвета, грудь и ноги жёлтой окраски или беловатые, брюшко и церки желтоватого цвета.
Личинки роющие, имеют желтовато-коричневую окраску. Имеют копательные ноги и очень широкие выступающие вперёд верхние челюсти с 6—8 крепкими зубцами. Зубцы дистальных выростов мандибул большие, недифференцированные. Голени передних ног имеют массивные зубцы на наружной поверхности. 3—7 сегменты брюшка имеют длинные латеральные отростки.

## Ареал
Южноцентральноевропейский вид. Исторически был распространён в Западной Европе, бассейне рек Дунай и Днестр. В настоящее время вид полностью вымер в Западной Европе. Достоверные находки известны только из бассейна Дуная. На Украине вид встречается в русле Дуная (окрестности Рени) и в Килийском устье Дуная. В первой половине XX века встречался в бассейнах верхнего и среднего течения Днестра.
Вид приурочен к илистым крупным низменным рекам.

## Биология

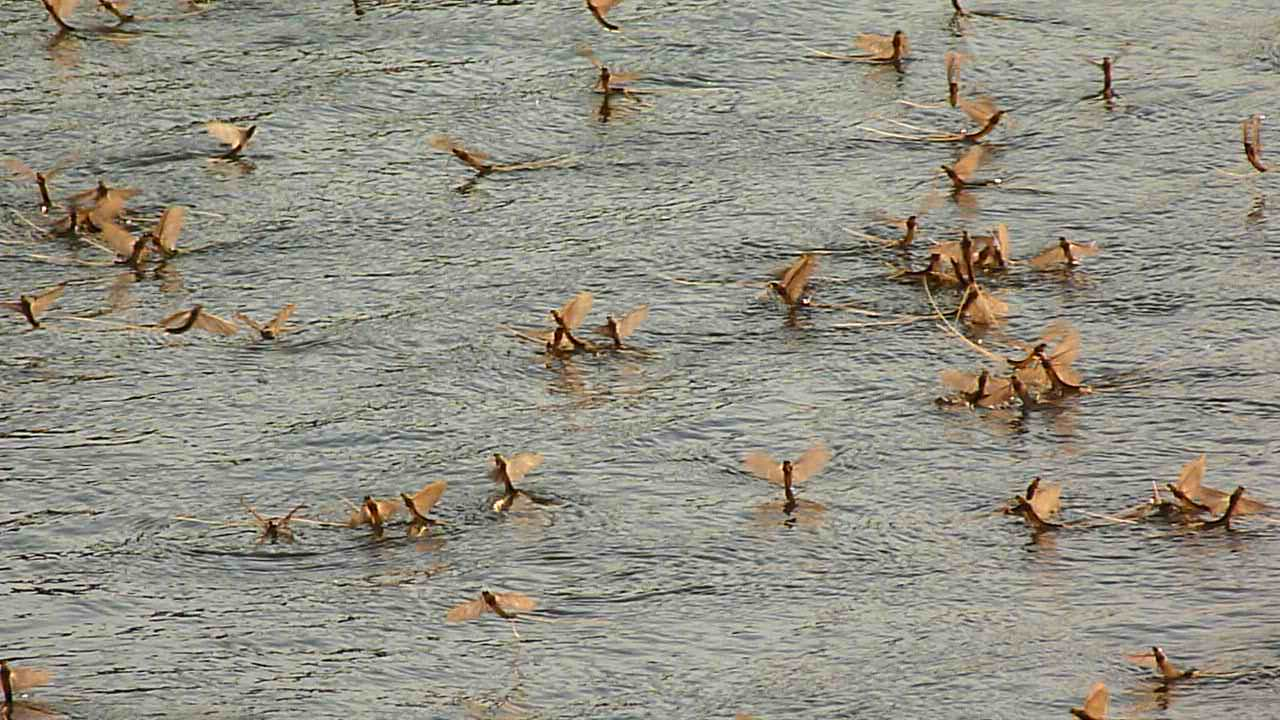
Массовый лёт

Личинки населяют глинистые обрывистые берега рек и илисто-глинистые отложения дна на глубине до 10 м. При помощи челюстей и передних ног личинки роют U-образные норы. Плотность расположения таких туннелей может достигать четырёхсот на квадратный метр.. Личинки питаются мелкими насекомыми и другими водными беспозвоночными.
Как и другие подёнки, палингения длиннохвостая в развитии проходит короткую по времени стадию субимаго. Последняя нимфальная фаза, линяя, даёт первую имагинальную фазу (субимаго). Вышедшая из последней личиночной шкурки особь имеет, в отличие от имаго, опушенные мелкими волосками тельце и крылья и пока ещё не способна к половому размножению. Через некоторое время субимаго снова линяет. В последней линьке из шкурки субимаго выходит половозрелая особь (имаго). Выход нимф на поверхность и лёт крылатых насекомых часто носит массовый характер, при этом можно наблюдать роение насекомых, во время которого происходит встреча полов. Обычно он проходит в течение недели в июне-августе. Лёт имеет синхронизированный характер. Пик вылета приходится на временной промежуток между 16:00 — 19:00. Имаго живут очень непродолжительное время и постоянно находятся в полёте. У имаго есть всего несколько часов для спаривания, после чего они умирают.
Полёт состоит из однообразно повторяющихся сочетаний движений. Быстро махая крыльями, насекомые сперва взмывают вверх, а затем замирают и планируя спускаются вниз. Самец, подлетая к самке, тут же в воздухе прицепляет сперматофоры к её половым отверстиям. После спаривания самцы погибают, а самки откладывают яйца. Перед кладкой яиц самки осуществляют компенсаторный лёт от 1—3 до 10 км вверх по течению реки. Яйца, отложенные на поверхность воды, опускаются на дно. Приблизительно через 45 дней из них вылупляются личинки. Цикл развития от яйца до имаго длится 3 года, за это время личинка линяет около 20 раз.
В отличие от многих других видов подёнок, взрослые особи P. longicauda никогда не улетают от водоёмов. Полёт у подёнок низкий, их церки касаются или даже скользят по поверхности воды — поэтому они обитают у водоёмов со спокойным течением и отсутствием рыб, кормящихся у поверхности.